# Caldogno
Caldogno is een gemeente in de Italiaanse provincie Vicenza (regio Veneto) en telt 11.291 inwoners (31-12-2010). De oppervlakte bedraagt 16,0 km², de bevolkingsdichtheid is 662 inwoners per km².
De volgende frazioni maken deel uit van de gemeente: Cresole, Rettorgole.

## Demografie
Caldogno telt ongeveer 3833 huishoudens. Het aantal inwoners steeg in de periode 1991-2001 met 7,6% volgens cijfers uit de tienjaarlijkse volkstellingen van ISTAT.
| Jaar | Inwoneraantal |
| ---- | ------------- |
| 1991 | 9402          |
| 2001 | 10.116        |

## Geografie
De gemeente ligt op ongeveer 52 m boven zeeniveau.
Caldogno grenst aan de volgende gemeenten: Costabissara, Dueville, Isola Vicentina, Vicenza, Villaverla.

## Externe link

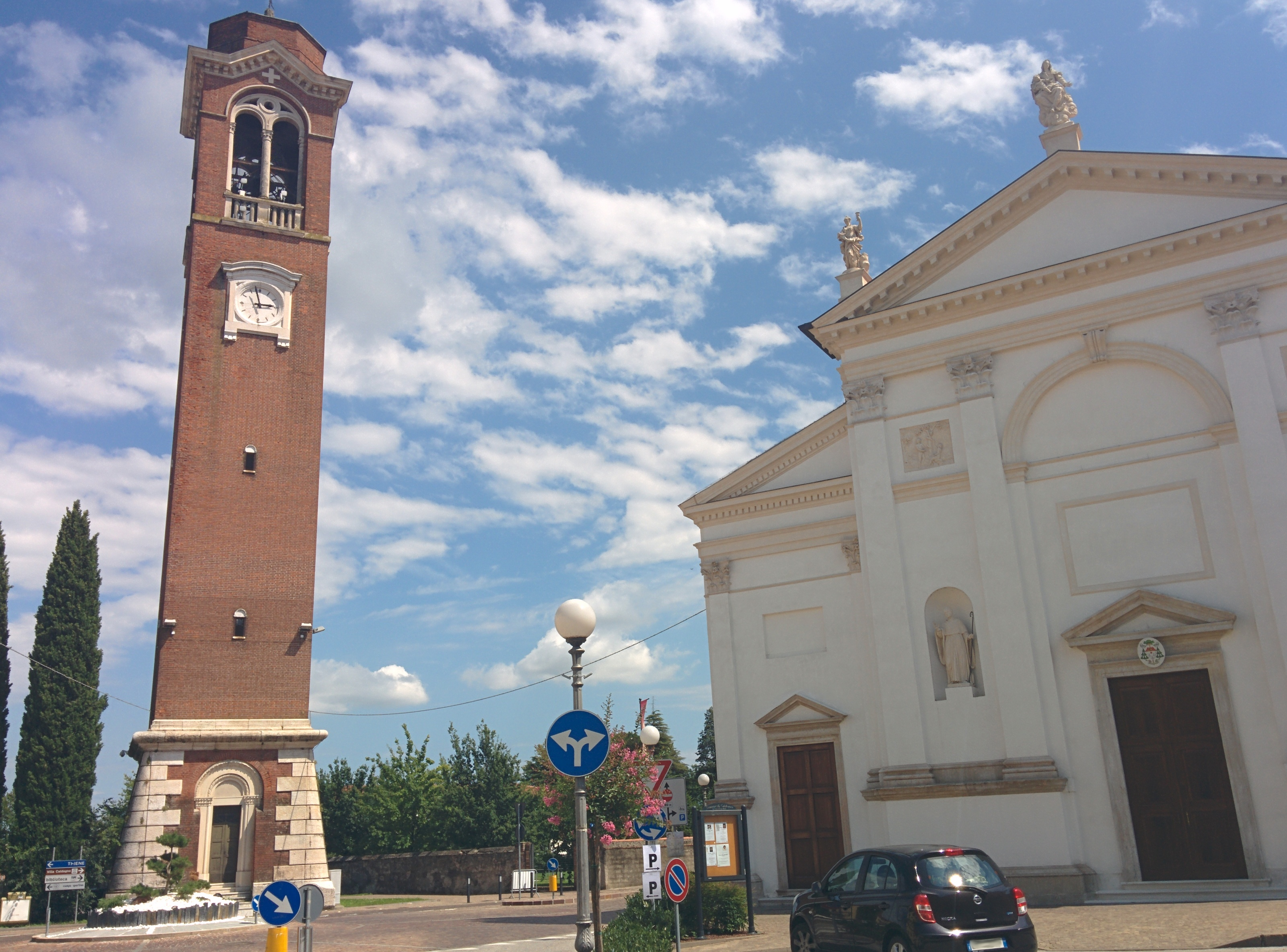
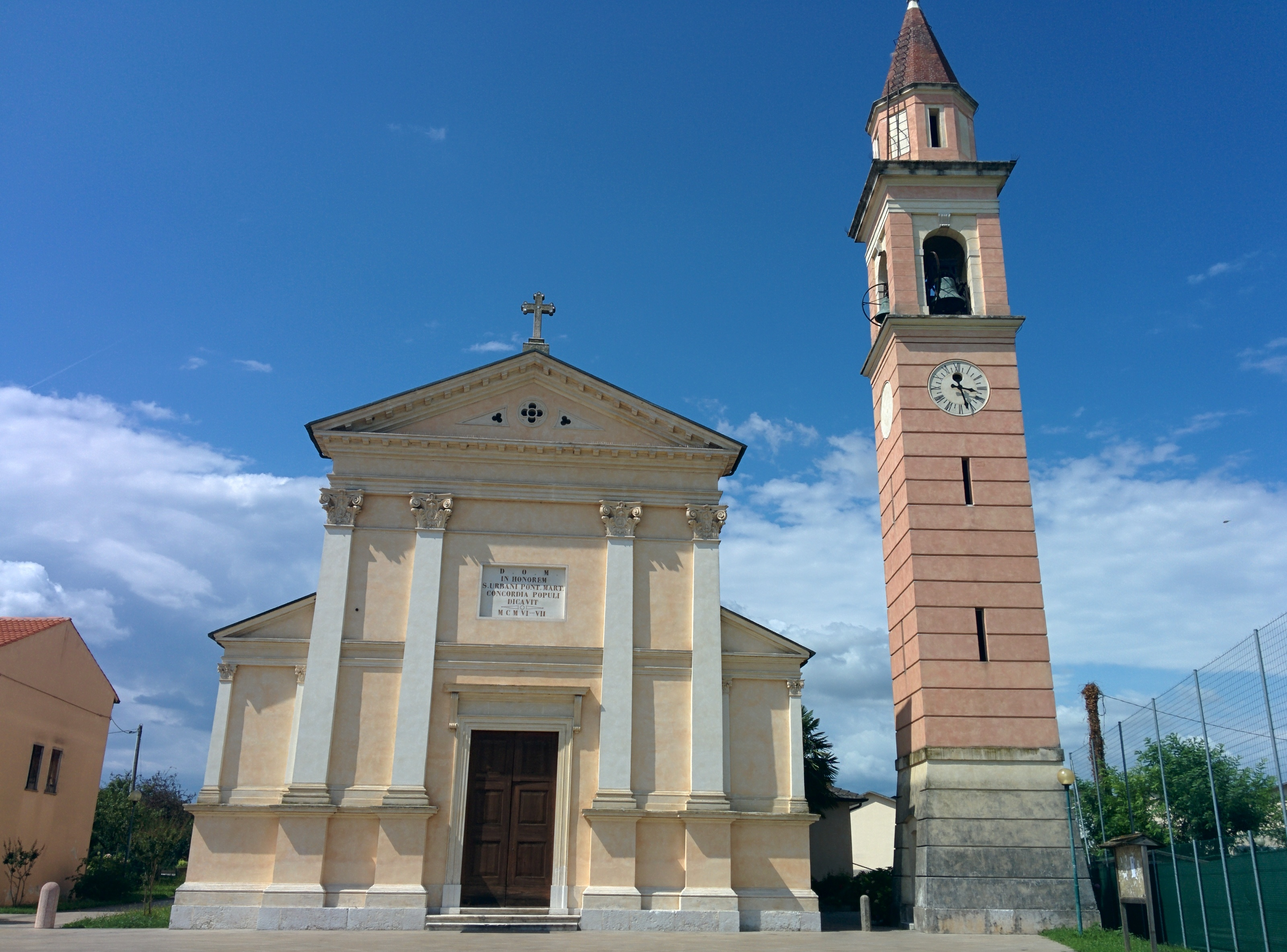
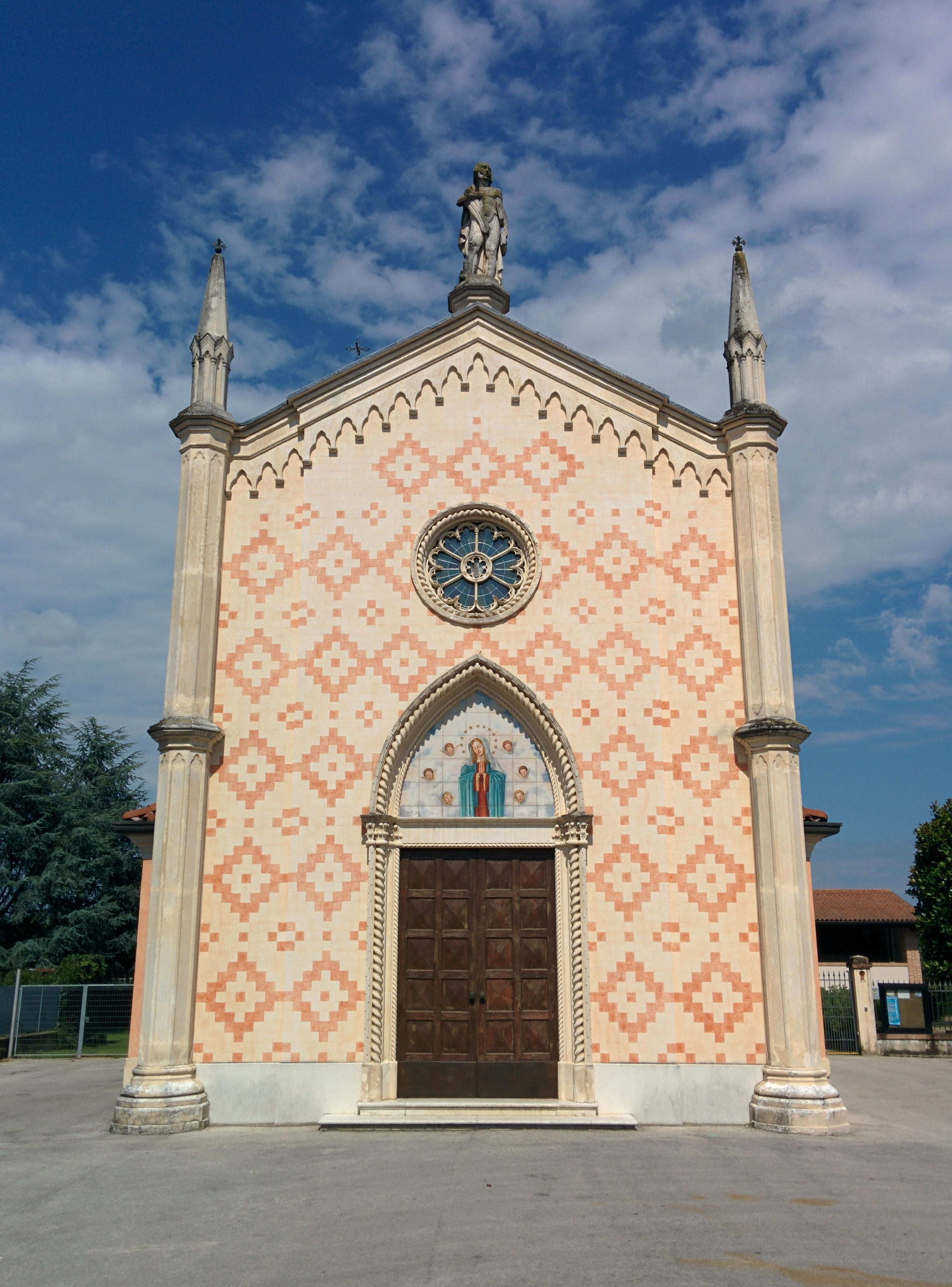
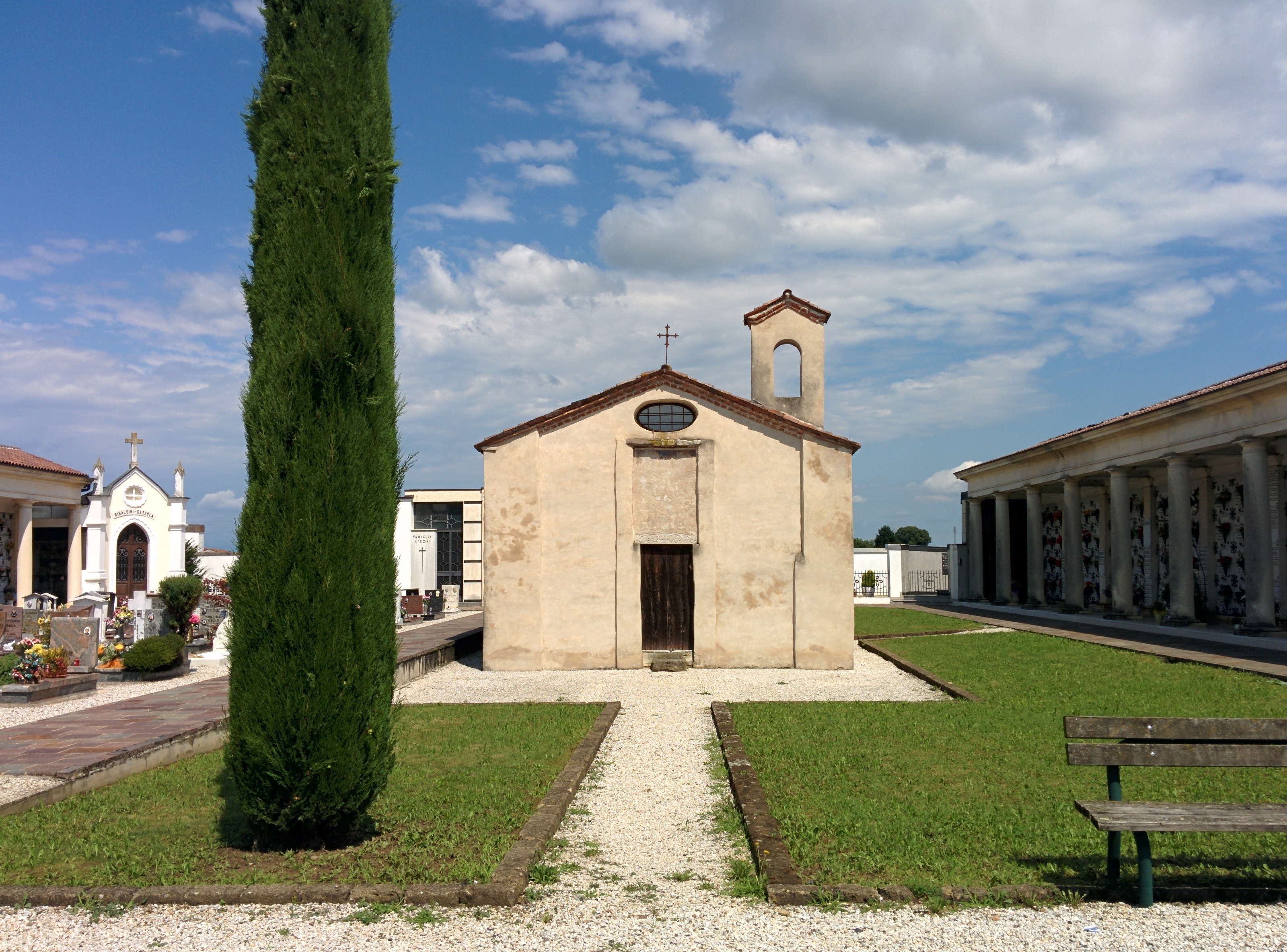
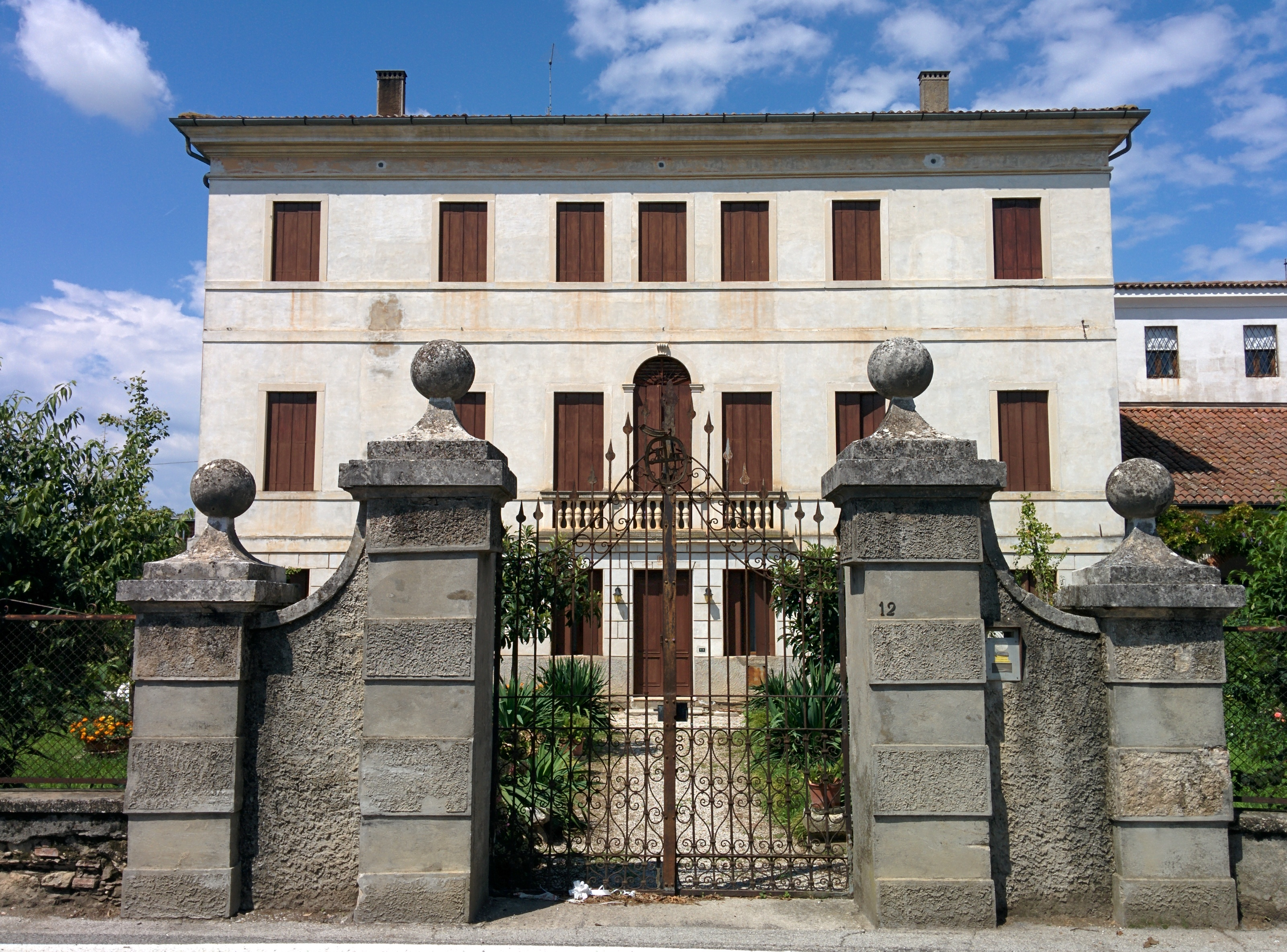
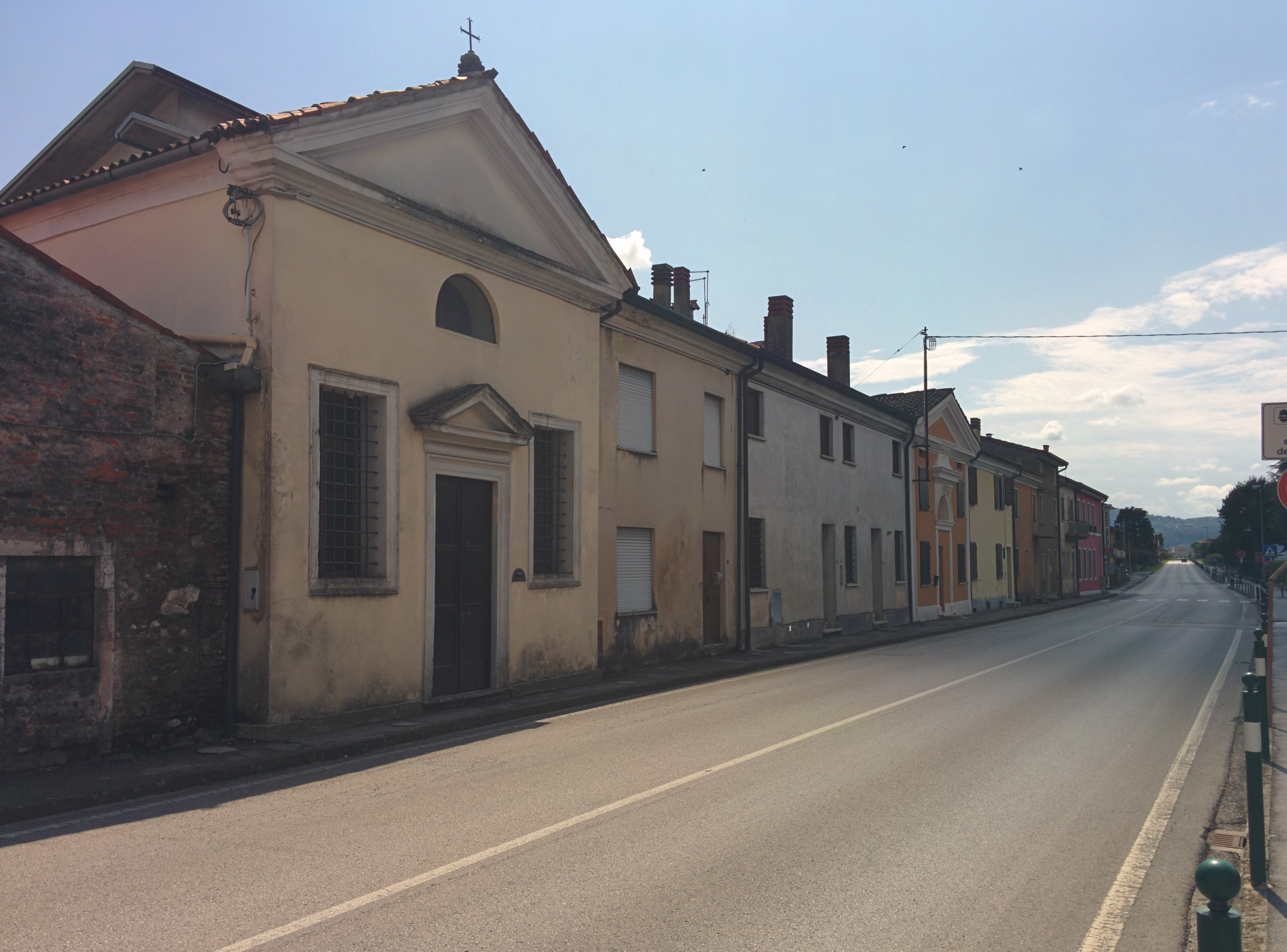

## Geboren
- Roberto Baggio (1967), voetballer